# Clarksville (Virginia)
Clarksville es una localidad del Condado de Mecklenburg, Virginia, Estados Unidos. Según el censo de 2000 tenía una población de 1.329 habitantes y una densidad de población de 259.2 hab/km².

## Demografía
Según el censo de 2000, había 1.329 personas, 641 hogares y 380 familias residiendo en la localidad. La densidad de población era de 259,2 hab./km². Había 753 viviendas con una densidad media de 146,8 viviendas/km². El 71,18% de los habitantes eran blancos, el 26,79% afroamericanos, el 0,38% amerindios, el 0,38% asiáticos, el 0,08% de otras razas y el 1,20% pertenecía a dos o más razas. El 0,53% de la población eran hispanos o latinos de cualquier raza.
Según el censo, de los 641 hogares en el 21,8% había menores de 18 años, el 45,1% pertenecía a parejas casadas, el 11,2% tenía a una mujer como cabeza de familia y el 40,7% no eran familias. El 37,6% de los hogares estaba compuesto por un único individuo y el 20,4% pertenecía a alguien mayor de 65 años viviendo solo. El tamaño promedio de los hogares era de 2,07 personas y el de las familias de 2,71.
La población estaba distribuida en un 20,2% de habitantes menores de 18 años, un 5,6% entre 18 y 24 años, un 23,9% de 25 a 44, un 25,1% de 45 a 64 y un 25,3% de 65 años o mayores. La media de edad era 45 años. Por cada 100 mujeres había 77,4 hombres. Por cada 100 mujeres de 18 años o más, había 75,2 hombres.
Los ingresos medios por hogar en la localidad eran de 33.063 dólares ($) y los ingresos medios por familia eran 39.625 $. Los hombres tenían unos ingresos medios de 30.556 $ frente a los 17.375 $ para las mujeres. La renta per cápita para la ciudad era de 20.546 $. El 9,8% de la población y el 6,4% de las familias estaban por debajo del umbral de pobreza. El 13,8% de los menores de 18 años y el 10,0% de los habitantes de 65 años o más vivían por debajo del umbral de pobreza.

### Evolución demográfica
| 1325       | 1310 | 1305 | 1300 | 1294 | 1289 |
| (Fuente: ) |      |      |      |      |      |

## Geografía
Según la Oficina del Censo de los Estados Unidos, Clarksville tiene un área total de 5,2 km² de los cuales 5,1 km² corresponden a tierra firme y 0,1 km² a agua. El porcentaje total de superficie con agua es 1,49%.